# Acanthanectes hystrix
Acanthanectes hystrix är en fiskart som beskrevs av Holleman och Buxton, 1993. Acanthanectes hystrix ingår i släktet Acanthanectes och familjen Tripterygiidae. Inga underarter finns listade i Catalogue of Life.